# Burstall (Canada)
Burstall is een plaats (town) in de Canadese provincie Saskatchewan en telt 500 inwoners (2001).